# Kincsem (film, 2017)
Pour les articles homonymes, voir Kincsem (homonymie).
Pour plus de détails, voir Fiche technique et Distribution.
Kincsem est un film hongrois réalisé par Gábor Herendi (en) et sorti en 2017.

## Synopsis
Enfant, Ernõ Blaskovitch assiste à la mort de son père - assassiné durant la purge qui a suivi la Révolution hongroise de 1848. Aristocrate déchu, alcoolique, débauché et violent, il a la réputation d'échouer dans tout ce qu'il entreprend. Par un concours de circonstances, le jeune homme acquiert Kincsem, une jument à l'apparence faible mais entêtée. Ernõ et Kincsem progresseront ensemble, pour donner le meilleur d'eux-mêmes et révéler, enfin, leurs talents.
En parallèle, Ernõ se rapproche de Klara, la fille de son ennemi Otto von Oettingen, responsable de la chute de la famille Blaskovitch...

## Fiche technique
- Titre original : Kincsem
- Réalisation : Gábor Herendi
- Scénario : Balint Hegedűs, Gábor  Herendi
- Costumes : Ibolya Bárdosi
- Musique : Róbert Hrutka
- Photographie : Peter Szatmari
- Production : Tamas Hutlassa, Gábor Herendi, Julianna Ugrin
- Pays d'origine :  Hongrie
- Genre : Film romantique, biographique, historique
- Durée : 121 minutes
- Dates de sortie :
  - Hongrie : 16 mars 2017 en salles
  - France : 10 octobre 2018 en DVD et Blu-ray

## Distribution

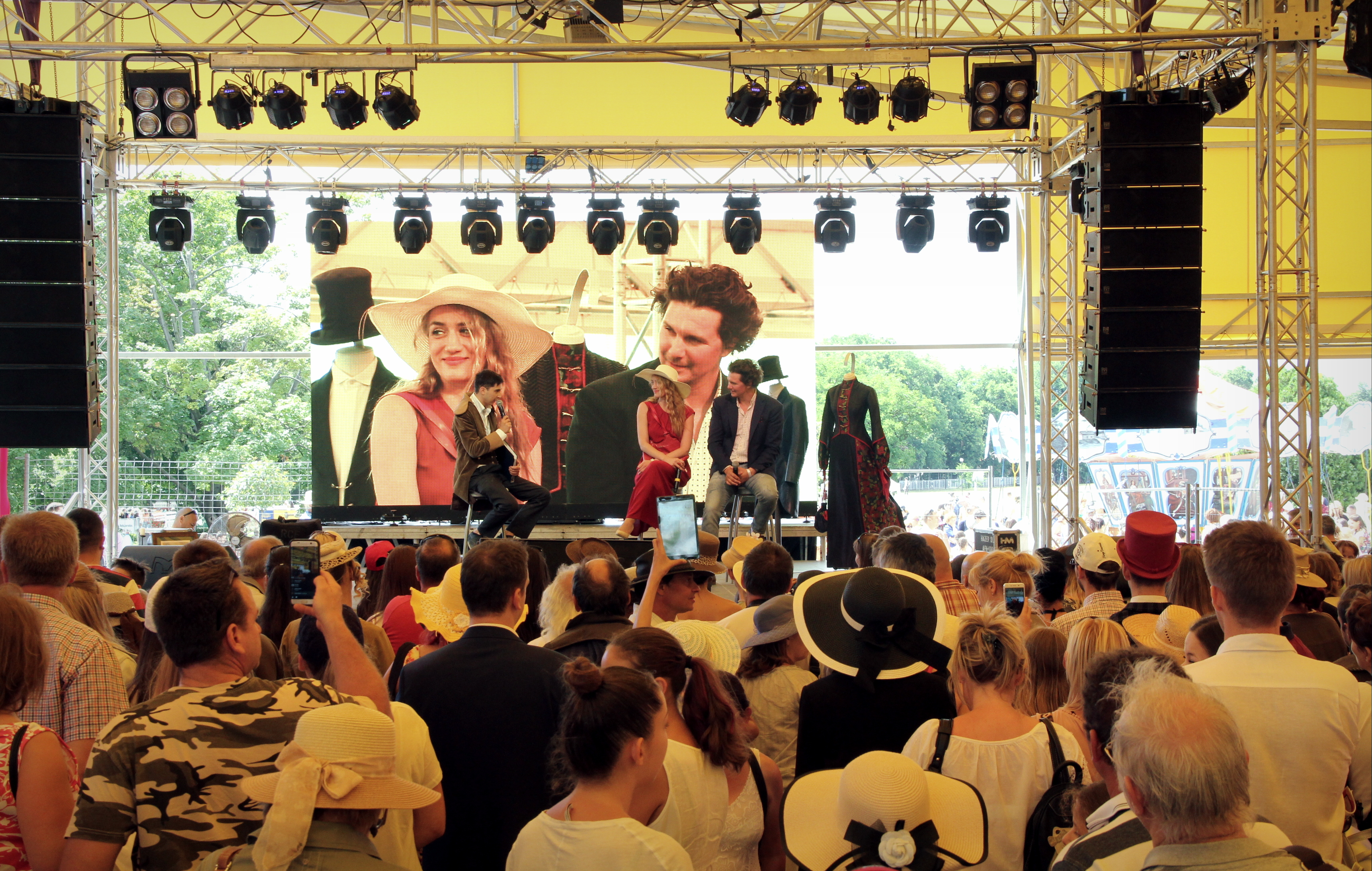
L'équipe du film en pleine promotion.

- Ervin Nagy : Comte Ernõ Blaskovich
- Andrea Petrik : Klara von Oettingen
- Tibor Gáspár : Otto von Oettingen
- József Gyabronka : Róbert Hesp
- Tamás Keresztes : Gerlóczy
- Ernõ Fekete : Empereur François-Joseph Ier
- Péter Scherer : Berger
- Zoltán Rátóti : Bertalan Blaskovich
- Lehel Kovács : Mike Madden
- Zalán Makranczi : Franz von Vogel
- Mónika Balsai : Hédike
- Kati Lázár : Madame
- Zoltán Seress : Alexandre II de Russie
- Zoltán Schneider : Comte Farkaslaky
- János Papp : Oncle Samu

## Autour du film
A sa sortie, Kincsem était le film le plus cher jamais produit en Hongrie. Pour son réalisateur Gabor Herendi, ce budget, atypique pour une production hongroise, est justifié : « les attentes sont élevées. [...] Ce film se rapproche davantage d’une production hollywoodienne. Nous faisons de notre mieux pour être à la hauteur ».